# Olimpiada szachowa 1976
Olimpiada szachowa 1976 (zarówno w konkurencji kobiet, jak i mężczyzn) rozegrana została w Hajfie w dniach 25 października - 12 listopada 1976 r. W obu turniejach nie wystąpiły drużyny krajów socjalistycznych.

## 22. olimpiada szachowa mężczyzn
Wyniki końcowe (48 drużyn, system szwajcarski, 13 rund).
| Miejsce | Kraj              | Punkty |
| ------- | ----------------- | ------ |
| 1       | Stany Zjednoczone | 37     |
| 2       | Holandia          | 36½    |
| 3       | Anglia            | 35½    |
| 4       | Argentyna         | 33     |
| 5       | RFN               | 31     |
| 6       | Izrael            | 29½    |
| 7       | Szwajcaria        | 29     |
| 8       | Kanada            | 28½    |
| 9       | Hiszpania         | 28½    |
| 10      | Kolumbia          | 28     |
| 11      | Norwegia          | 27½    |
| 12      | Szwecja           | 27½    |
| 13      | Włochy            | 27½    |
| 14      | Walia             | 27½    |
| 15      | Paragwaj          | 27½    |
| 16      | Chile             | 27½    |

| Miejsce | Kraj          | Punkty |
| ------- | ------------- | ------ |
| 17      | Australia     | 27½    |
| 18      | Austria       | 27½    |
| 19      | Finlandia     | 27½    |
| 20      | Filipiny      | 27     |
| 21      | Nowa Zelandia | 27     |
| 22      | Islandia      | 27     |
| 23      | Wenezuela     | 26½    |
| 24      | Belgia        | 26½    |
| 25      | Dania         | 26½    |
| 26      | Francja       | 26     |
| 27      | Dominikana    | 26     |
| 28      | Urugwaj       | 26     |
| 29      | Honduras      | 26     |
| 30      | Tajlandia     | 25½    |
| 31      | Iran          | 25½    |
| 32      | Kostaryka     | 25½    |

| Miejsce | Medaliści                                                                                 |
| ------- | ----------------------------------------------------------------------------------------- |
| 1       | Robert Byrne, Lubomir Kavalek, Larry Evans, James Tarjan, William Lombardy, Kim Commons   |
| 2       | Jan Timman, Giennadij Sosonko, Jan Hein Donner, Hans Ree, Gert Ligterink, Frans Kuijpers  |
| 3       | Anthony Miles, Raymond Keene, William Hartston, Michael Stean, Jonathan Mestel, John Nunn |

## 7. olimpiada szachowa kobiet
Wyniki końcowe finałów A i B (23 drużyny, eliminacje w czterech grupach + trzy finały, system kołowy).
| Miejsce          | Kraj              | Punkty |
| ---------------- | ----------------- | ------ |
| Finał A (7 rund) |                   |        |
| 1                | Izrael            | 17     |
| 2                | Anglia            | 11½    |
| 3                | Hiszpania         | 11½    |
| 4                | Stany Zjednoczone | 10½    |
| 5                | Holandia          | 9½     |
| 6                | RFN               | 9      |
| 7                | Australia         | 8½     |
| 8                | Dania             | 6½     |

| Miejsce          | Kraj      | Punkty |
| ---------------- | --------- | ------ |
| Finał B (7 rund) |           |        |
| 9                | Kanada    | 13½    |
| 10               | Włochy    | 12     |
| 11               | Argentyna | 11½    |
| 12               | Irlandia  | 10½    |
| 13               | Finlandia | 10     |
| 14               | Francja   | 9½     |
| 15               | Kolumbia  | 9½     |
| 16               | Filipiny  | 7½     |

| Miejsce | Medalistki                                                                              |
| ------- | --------------------------------------------------------------------------------------- |
| 1       | Ałła Kusznir, Ljuba Kristol, Olga Podrażańska, Lea Nudelman                             |
| 2       | Jana Hartston, Sheila Jackson, Elaine Pritchard, Susan Caldwell                         |
| 3       | Pepita Ferrer Lucas, Nieves García Vicente, María del Pino García Padrón, Teresa Canela |